# Johann Siegmund Popowitsch

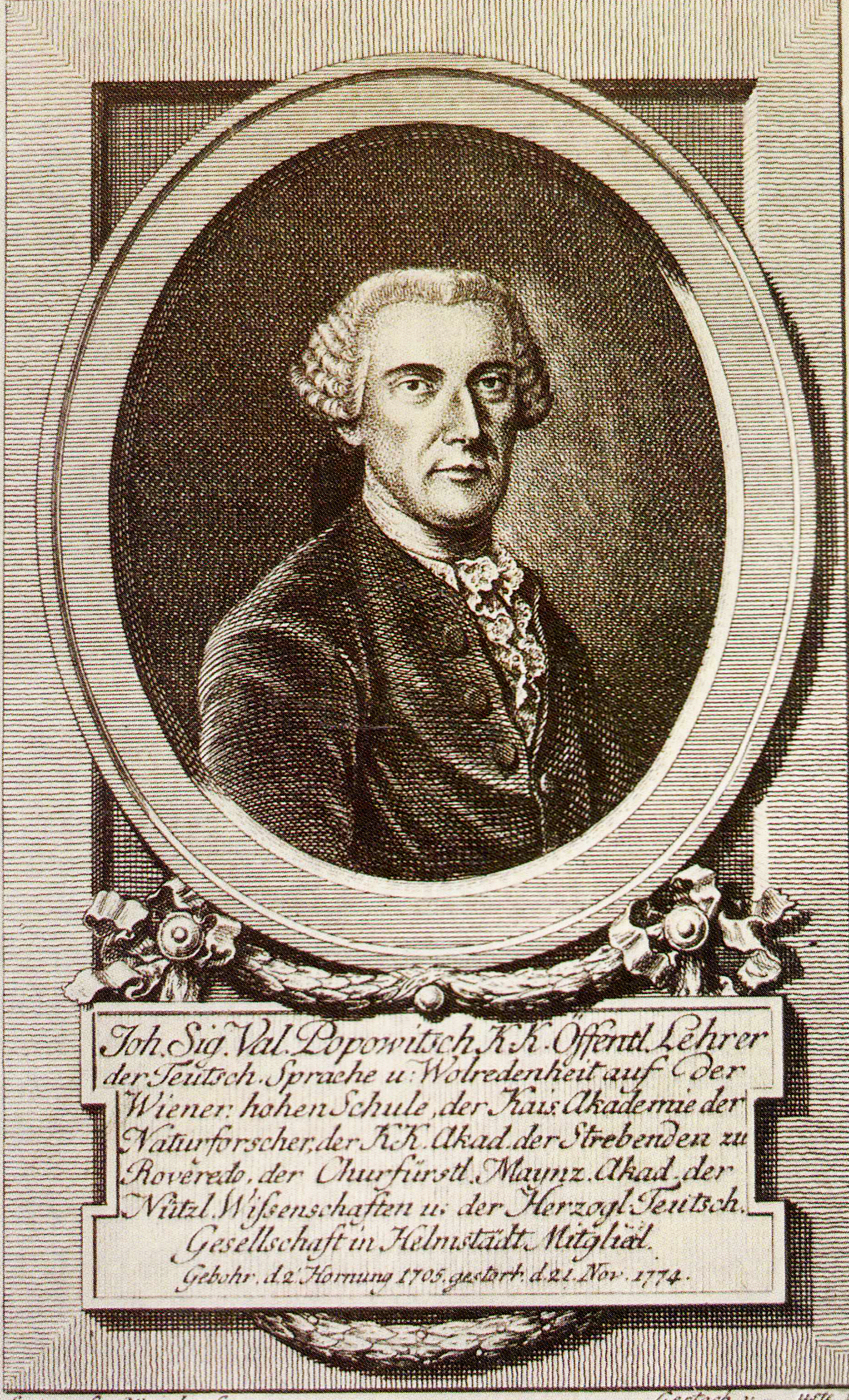
Johann Siegmund Popowitsch und seine Funktionen

Johann Siegmund Valentin Popowitsch (slowenisch Janez Žiga Valentin Popovič; * 9. Februar 1705 in Arzlin/Arclin (Arndorf) bei Cilli/Celje in der Untersteiermark/Spodnja Štajerska [heute in Slowenien gelegen]; † 21. November 1774 in Perchtoldsdorf, Niederösterreich) war ein österreichischer Sprach- und Naturforscher und durch sein Eintreten für die Oberdeutsche Schreibsprache einer der Pioniere der österreichischen Standardvarietät der deutschen Sprache.

## Leben
Popowitsch, der Sohn eines Angestellten der gräflich Schrattenbachschen Herrschaft Salloch in Krain/Kranjska wuchs zweisprachig, deutsch und slowenisch, auf. Ersten Unterricht erhielt er durch einen Geistlichen, anschließend belegte er philosophische und theologische Studien am Jesuitenkollegium in Graz. Er brach seine Studien ohne akademischen Abschluss ab und verwarf auch die Möglichkeit einer Aufnahme in den Jesuitenorden, stattdessen unternahm er eine dreijährige Reise durch die südlichen Kronländer der Habsburgermonarchie, Italien, Sizilien und Malta, wobei er weite Strecken zu Fuß zurücklegte. Im Anschluss arbeitete er 15 Jahre lang bei verschiedenen Familien in Graz und in Wien als Hofmeister (Hauslehrer). Nach einer schweren Erkrankung im Jahr 1735 gab er diese Tätigkeit auf und lebte zeitweise in ärmlichen Verhältnissen als Privatgelehrter. Von 1744 bis 1746 arbeitete er als Lehrer an der Ritterakademie des oberösterreichischen Stiftes Kremsmünster (über diese Zeit äußerte er sich später negativ). In den Jahren 1747 bis 1753 lebte er erst in Regensburg, dann in Leipzig, wo er sich wissenschaftlichen Studien widmete.
Auf Vermittlung des Wiener Erzbischofs Johann Joseph Graf Trautson erhielt Popowitsch im Jahr 1753 die erstmals ausgeschriebene Professur für deutsche Sprache (offiziell: „Kaiserl. Königl. Lehrer der Teutschen Wolredenheit“) an der Wiener Universität, die er bis 1766 ausübte. In dieser Funktion veröffentlichte er in offiziellem Auftrag eine Einführung in die deutsche Sprache für den Gebrauch an österreichischen Schulen (1754), die 1763 nach der Gymnasialreform in den Schulen des damals bedeutenden Piaristenordens als Norm für den Deutschunterricht eingeführt wurde.
Krankheitsbedingt mit einer Pension von 400 Gulden in den Ruhestand versetzt, verbrachte er seine letzten Lebensjahre in der niederösterreichischen Marktgemeinde Perchtoldsdorf, wo er auch am alten Friedhof hinter der Burg begraben wurde. Das Grab ist nicht mehr erhalten, die Inschrift am Grabstein lautete schlicht „POPOVIC QUOD FUIT. MDCCLXXIV.“ (Popovic der war. 1774). 1766 hatte er in Perchtoldsdorf das „Haus im Holz“ in der Elisabethstraße 18 um 800 Gulden erworben, in dem er bis zu seinem Tod lebte. Er galt dort als eigenbrötlerischer Sonderling, dessen Verhältnis zur örtlichen Bevölkerung nicht gut war und der mehr als einmal vor Tätlichkeiten durch den damaligen gebildeten Pfarrer des Marktes Thaddäus Flessl geschützt werden musste.

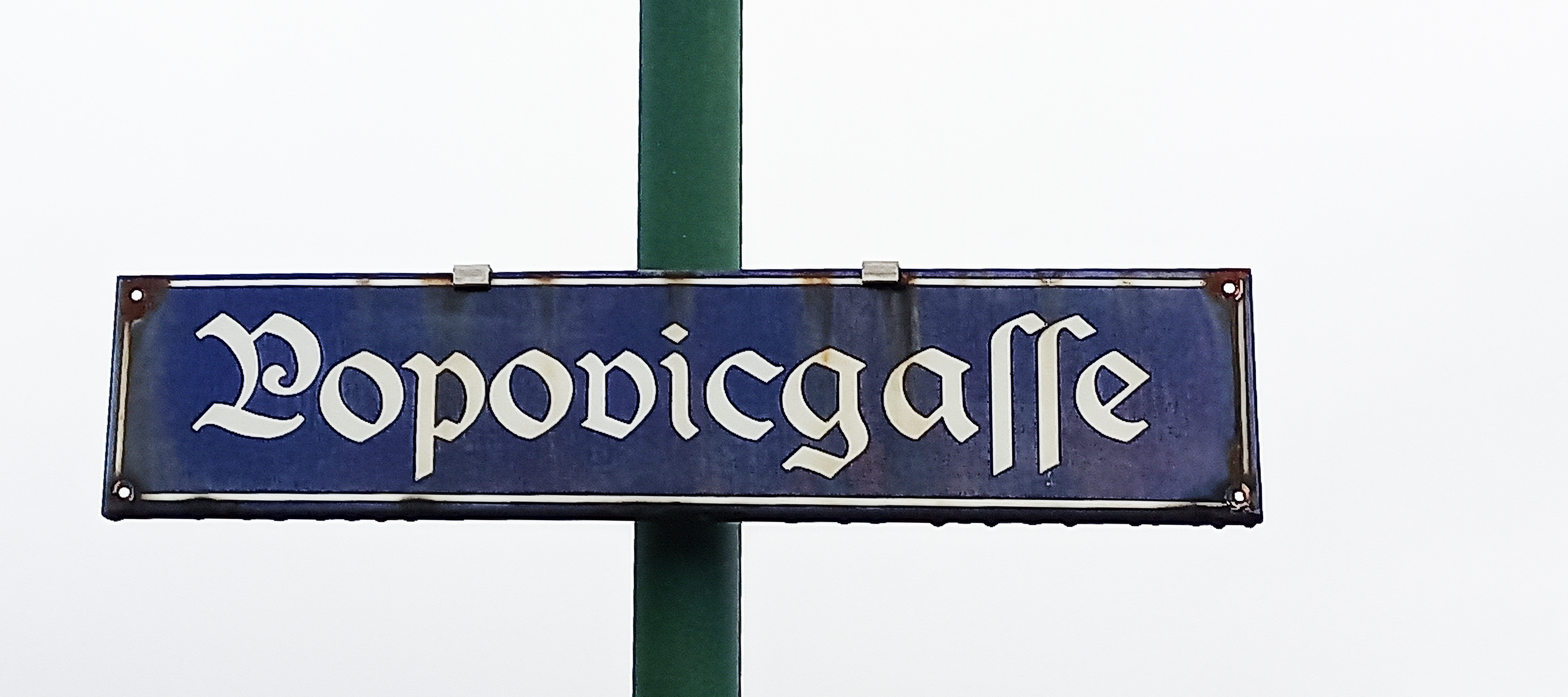
Straßenname der Popovicgasse in Perchtoldsdorf

Die Popovicgasse in der Gemeinde Perchtoldsdorf an der Stadtgrenze zu Wien ist nach ihm benannt.

## Wissenschaftliche Tätigkeiten
Popowitsch war ein Universalgelehrter, er lieferte Beiträge zu unterschiedlichen Wissensgebieten, wobei allerdings nur ein kleiner Teil seiner Forschungsergebnisse zu seinen Lebzeiten veröffentlicht wurde. Sein Nachlass ist teilweise verloren, der Rest wird in der Österreichischen Nationalbibliothek in Wien verwahrt. Popowitschs wissenschaftliche Hauptinteressen galten einerseits der Biologie, andererseits der Sprachwissenschaft. Er selbst sah darin eine notwendige wechselseitige Ergänzung.
Im Jahr 1758 wurde er zum Mitglied der Leopoldina gewählt. 1760 wurde er Ehrenmitglied der Russischen Akademie der Wissenschaften in Sankt Petersburg. Weiters war er Mitglied der Akademie der Strebenden im trentinischen Rovereto, der kurfürstlichen mainzischen Akademie der Nützlichen Wissenschaften und der Herzoglich Teutschen Gesellschaft der Herzöge von Braunschweig-Wolfenbüttel in Helmstedt. Er galt als einer der vielseitigsten und bedeutendsten Gelehrten seiner Zeit.
Nach Popowitschs Tod wurde seine „aus den seltensten zur vaterländischen und allgemeinen, dann zur Naturgeschichte, zur Fischen- Vögel- vierfüßigen Thieren- Insekten- Schwämmen- und Kräuterkunde dienenden Büchern und aus Sprachlehren, Wortforschungen und Wörterbüchern, von verschiedenen europäischen und fremden Sprachen hauptsächlich bestehende auserlesenste Bibliothek“ am 8. Jänner 1776 öffentlich versteigert.

## Biologische Forschungen
Bereits in jungen Jahren legte Popowitsch ein umfangreiches Herbarium an, das er fortlaufend auf eigenen Forschungsreisen, u. a. – damals ungewöhnlich – ins Hochgebirge erweiterte. Spezielle Interessen galten überdies Schwämmen und Pilzen. 1750 veröffentlichte er anonym seine umfangreichen Untersuchungen vom Meere.

## Linguistische Forschungen
Popowitschs sprachwissenschaftliche Arbeiten gelten heute als sein Hauptwerk. Auf Basis eines von ihm selbst in jahrzehntelanger Arbeit erstellten Archivs – in Form von Zettelkästen – von Begriffen und grammatikalischen Eigenschaften des in den österreichischen Ländern und Süddeutschland gesprochenen Deutsch trat er entschieden gegen Gottscheds und Adelungs Bemühungen auf, das Meißnische bzw. sächsische Varietäten des Deutschen als „hochdeutsche“ Standardsprache durchzusetzen, was ihm heftige Angriffe der Anhänger Gottscheds eintrug. So wurde er teilweise als „Pedant“ bzw. „Kleinigkeitenjäger“ kritisiert. Seine Bemühungen, österreichisch-süddeutsche Varietäten als normstiftend für eine deutsche Einheitssprache festzulegen, scheiterten zwar, übten jedoch einigen Einfluss auf die Anfänge der Entwicklung und Normierung einer österreichischen Standardvarietät der deutschen Sprache aus.
Zu seinen Lebzeiten konnte Popowitsch nur kleinere sprachwissenschaftliche Arbeiten veröffentlichen, seine beiden Hauptwerke erschienen erst postum: Der Versuch einer Vereinigung der Mundarten von Teutschland wurde 1780 von dem ehemaligen Jesuiten Ignaz Lethmüller herausgegeben, sein umfangreiches Wörterbuch Vocabula Austriaca et Stiriaca, wurde – auf Basis einer Abschrift des größtenteils verloren gegangenen originalen Zettelkasten-Bestandes durch den Piaristenpater Anton Wasserthal – im Jahr 2004 im Rahmen eines von der Österreichischen Nationalbank finanzierten Forschungsprojekts publiziert.
In der germanistischen Forschung Österreichs finden Popowitschs sprachwissenschaftliche Arbeiten neuerdings wieder mehr Beachtung, was in Zusammenhang mit einem in Österreich zunehmenden Beharren auf Eigenheiten des österreichischen Deutsch zu sehen ist (eine Reaktion auf die anwachsende Dominanz des Binnendeutschen, insbesondere in den elektronischen Medien). Während noch im Jahre 2001 Wiesinger und Steinbach Popowitsch als „außerhalb“ der Germanistik-Tradition sahen, fordert eine neuere Arbeit, „to giv[e] Popowitsch, the first University of Vienna professor of German rhetoric, his due“, denn sein „‘ear with the people’ led him to propose a standard that was closer to the vernacular than the one proposed by Gottsched“, der sich allerdings durchsetzte. In der sprachhistorisch orientierten germanistischen Forschung in Deutschland wird Popowitsch dagegen bis heute weitgehend ignoriert.
Wenig beachtet wurden bislang Popowitschs Beiträge zur Slawistik, die allerdings von zweifelhafter Qualität sind: So vertrat er die Auffassung, dass die Slowenen eigentlich slawisierte Germanen seien und ihre zu dieser Zeit noch nicht sprachwissenschaftlich normierte Sprache auf das Plattdeutsche zurückgehe; diese wissenschaftlich unhaltbare Behauptung wurde später – allerdings in der Regel ohne direkte Berufung auf Popowitsch – von kärntnerischen „Deutschnationalen“ adaptiert (so genannte Windischentheorie).

## Zitate
„Vorzüglich aber wäre doch zu wünschen, daß man uns vor allen Dingen des fleissigen Mannes Wörterbuch der Österreichischen Mundart lieferte.“

„Ich schätze diesen Mann ungemein, und. wünschte nicht, daß seine Arbeiten verlohren gingen: denn Alterthums-, Sprach- und Naturkenntniße waren bei ihm mit einem sehr reifen Urtheil vereinigt. […] meinem Sinn nach müßten auch seine kleinsten Aufsätze, Briefe u. so fort gerettet werden.“

„Der Wert dieser reichen Materialsammlungen liegt erstens in ihrem Alter: es wird durch sie eine große Menge mundartlicher und umgangssprachlicher Tatsachen für die zweite Hälfte des 18. Jahrhunderts bezeugt; zweitens in der genauen Bestimmung der Bedeutungen und in den ausführlichen sachlichen Schilderungen: Popowitsch vereinigte den Naturforscher mit dem Sprachforscher.“

## Werke
- Erstes Probestück vermischter Untersuchungen. Regensburg 1749.
- Untersuchungen vom Meere, die auf Veranlassung einer Schrift, De Columnis Herculis, welche der hochberühmte Professor in Altdorf, Herr Christ. Gottl. Schwarz herausgegeben, nebst andern zu derselben gehörigen Anmerkungen von einem Liebhaber der Naturlehre und der Philologie vorgetragen werden. Frankfurt / Leipzig 1750 (anonym, books.google.de). Ein Auszug daraus wurde 1780 in Wien bei Kurzbek herausgegeben: Untersuchung von den Würbeln in der Donau: ein Auszug aus den Untersuchungen vom Meere des Hrn. Prof. Popowitsch. (phaidra.univie.ac.at).
- Die nothwendigsten Anfangsgründe der teutschen Sprachkunst, zum Gebrauche der oesterreichischen Schulen ausgefertigt. Grundt, Wien 1754 (books.google.at).
- Programma de inveterato corrupti stili Germanici malo. Wien 1754 (books.google.at).
- Entwurf einer Abhandlung von Teutschen Briefen. Wien 1760 (books.google.at).
- Versuch einer Vereinigung der Mundarten von Teutschland: als eine Einleitung zu einem vollständigen Wörterbuche mit Bestimmungen der Wörter und beträchtlichen Beiträgen zur Naturgeschichte. Wien 1780 (postum, books.google.si).
- Der Abschnitt „Dialecti“ aus den vermischten Schriften des Johann Siegmund Valentin Popowitsch (1705–1774). Edition Praesens, Wien 2003, ISBN 3-7069-0218-4 (postum).
- Vocabula Austriaca et Stiriaca. Nach der Abschrift von Anton Wasserthal herausgegeben und eingeleitet von R. Reutner. 2 Teile. Frankfurt a. M. u. a. 2004, ISBN 3-631-51443-3 (postum).
- Richard Reutner (Hrsg.): Orthographische Schriften (= Quellen zur Geschichte der deutschen Orthographie vom 16. Jahrhundert bis zur Gegenwart. Band 5, Abteilung A). Georg Olms, Hildesheim / Zürich / New York 2005, ISBN 3-487-12863-2 (postum).
- Richard Reutner (Hrsg.): Glossarium Vindicum: Osnutek slovenskega slovarja iz druge polovice 18. stoletja / Entwurf eines slowenischen Wörterbuchs aus der zweiten Hälfte des 18. Jahrhunderts. In Zusammenarbeit mit Peter Weiss, Ljubljana 2007, ISBN 978-961-254-046-3 (postum, zalozba.zrc-sazu.si – books.google.de).